# Edmund von Radziwill

Prinz Edmund von Radziwill (1842–1895). Photographie von Leopold Haase & Comp., Berlin. um 1874

Prinz Edmund von Radziwill (* 6. September 1842 in Teplitz; † 9. August 1895 in Beuron) war ein deutscher Theologe, Politiker und Mönch.

## Leben
Prinz Edmund von Radziwill war der Sohn des preußischen Majors und Mitglied des Herrenhauses Boguslaw Fürst von Radziwill und Neffe des preußischen Generals und Chef des Ingenieurkorps Wilhelm Fürst von Radziwill. Sein Bruder war der spätere Führer der polnischen Fraktion im Reichstag Ferdinand von Radziwill.
Nachdem er bis zum 16. Lebensjahr von Privatlehrern unterrichtet worden war, besuchte Radziwill zusammen mit seinem Vetter Janus von 1859 bis 1863 das Französische Gymnasium Berlin. Nach dem Abitur studierte er katholische Theologie in Bonn (1863–1865), Tübingen (1865–66) und am Priesterseminar zu Breslau (1866–1867), wo er am 27. Juni 1867 zum Priester geweiht wurde. Er war eine Zeit lang Vikar in Ostrowo. Von 1874 bis 1884 war er als Mitglied der Zentrumspartei im deutschen Reichstag und wurde später Benediktinermönch im Kloster Beuron.
Er war Mitglied der katholischen Studentenverbindungen AV Guestfalia Tübingen (seit 1865) und KDStV Winfridia Breslau (seit 1867) im CV.

## Werke
- Die kirchliche Autorität und das moderne Bewusstsein. G. P. Aderholz’ Buchhandlung (G. Porsch), Breslau 1872 (online bei Google Books).
- Ein Besuch in Marpingen. Germania, Berlin 1877 (online bei polona.pl).
- Canossa oder Damascus? Eine Lebensfrage für das Deutsche Reich. Germania, Berlin 1878 (online bei Google Books).